# Celastrina xanthippe
Celastrina xanthippe är en fjärilsart som beskrevs av Corbet 1937. Celastrina xanthippe ingår i släktet Celastrina och familjen juvelvingar. Inga underarter finns listade i Catalogue of Life.